# Erdélyi László (újságíró)
Erdélyi László álneve Komor Jónás (Szatmár, 1896. december 25. – Kolozsvár, 1965. július 7.) magyar közíró, újságíró, Látó Anna férje.

## Életútja
Tevékenységét Csehszlovákiában kezdte, s a Kassai Hírlap (1920–28), a Prágai Magyar Hírlap (1929–33) és a pozsonyi Magyar Újság (1933–38) szerkesztőségében dolgozott. Antifasiszta írásai miatt a német megszállás elől Csehszlovákiából menekülnie kellett, Angliában vette feleségül Látó Anna írónőt, akivel 1946-ban szülőföldjére tért vissza s belső munkatársa lett az Igazságnak (1946–49), majd a bukaresti Előrének (1953–56). Egy ideig a Bolyai Tudományegyetem tanára. 1957-től 1965-ig a Korunk világpolitikai szerkesztője. Komor Jónás néven szatírákat írt az Igazságban és az Utunkban. A nemzetközi politika kérdéseit tárgyalva a hidegháború szereplőit mutatta be dogmatikus túlzásoktól sem mentes szellemben: Fenevadak (1952); A népek nem eladók (1955).